# Leptepania ryukyuana
Leptepania ryukyuana är en skalbaggsart som beskrevs av Hayashi 1963. Leptepania ryukyuana ingår i släktet Leptepania och familjen långhorningar. Inga underarter finns listade i Catalogue of Life.